# Thrypticomyia carissa
Thrypticomyia carissa är en tvåvingeart som först beskrevs av Alexander 1948.  Thrypticomyia carissa ingår i släktet Thrypticomyia och familjen småharkrankar. Inga underarter finns listade i Catalogue of Life.